# Mickey Rooney
Mickey Rooney (echte naam Joseph Yule, Jr.) (Brooklyn, New York, 23 september 1920 – Los Angeles, 6 april 2014) was een Amerikaans acteur en regisseur.

## Biografie
Rooney werd geboren als Joseph Yule Jr. Zijn vader (Joe Yule Sr.) was Schots en zijn moeder (Nell Carter) was geboren in het zuiden van de Verenigde Staten. Later zou hij echter regelmatig bestempeld worden als Ierse Amerikaan, door zijn aangenomen artiestennaam.
Doordat hij geboren werd in een vaudeville-gezin, begon Rooney al in 1922 op tweejarige leeftijd voor te dragen (zingen, moppen vertellen en dansen). Toen hij drie was, scheidden zijn ouders en verhuisde hij met zijn moeder naar Missouri. In 1924 besloot zijn moeder dat hij geknipt zou zijn voor een rol in de serie Our Gang (beter bekend als The Little Rascals). Toen ze in Californië aankwamen, de stad waar de opnamen van deze serie gemaakt werden, bleken de verdiensten voor de spelers echter zodanig laag, dat ze besloten om zonder een cent weer terug te keren naar Missouri. Twee jaar later, in 1926, begon Rooneys filmcarrière uiteindelijk echt, toen hij een dwerg speelde in de film Not to Be Trusted.

### Begin van de carrière
In 1927 nam Rooney zijn eerste artiestennaam aan. Hij noemde zich voortaan Mickey McGuire, naar een komisch stripfiguurtje waarvan rond die tijd de eerste filmpjes geproduceerd werden. De tekenaar van de strip ging hier echter niet mee akkoord, en in 1932 besloot Rooney zijn naam in Mickey Rooney te veranderen. Enige jaren later zou er overigens opnieuw een connectie tussen Rooney en het stripfiguurtje ontstaan; vanaf 1936 speelde Rooney mee in de reeks van stomme films die er over het figuurtje gemaakt werden.
In die begindagen van Rooneys carrière ontmoette hij Walt Disney, en later beweerde Rooney dat Walt Disney Mickey Mouse naar hem noemde. In 1934 werd hij opgemerkt door MGM producer David O. Selznick en na een rolletje in Manhattan Melodrama was Louis B. Mayer onder de indruk van Rooney. Mayer bood Rooney een langetermijncontract aan en Rooney tekende bij MGM. Onderwijs volgde hij aan de School for Professional Children.
Rooneys vertolking van Andy Hardy in  A Family Affair (1937) leidde tot nog 14 films met hetzelfde personage gedurende (1938-1958).
De eerste hoofdrol van Rooney in een film was de rol van Shockey Carter in de film Hoosier Schoolboy (1937) met de acteur Edward Pawley die zijn filmvader vertolkte. Zijn doorbraak kwam er echter met de rol van Whitey Marsh in Boys Town (1938). Zijn tegenspeler was Spencer Tracy. De première was kort voor zijn 18de verjaardag. Zijn roem bereikte een hoogtepunt tijdens de Tweede Wereldoorlog. Dit gebeurde onder meer met een reeks succesvolle musicals naast Judy Garland, met wie hij in de periode 1938-1948 in totaal tien films zou maken, beginnend met Love Finds Andy Hardy en eindigend met Words and Music. Daarnaast speelde hij in de voor een Oscar genomineerde Babes in Arms, en had hij ernstige rollen in The Human Comedy (1943), National Velvet met Elizabeth Taylor (1944), en A Midsummer Night's Dream (1935) die bijdroegen aan zijn roem. In 1939 kreeg Rooney, samen met actrice Deanna Durbin, een speciale Oscar voor zijn significante bijdrage betreffende het uitbeelden van de geest en de personificatie van de jeugd op het scherm.

### Militaire dienst
Aanvankelijk werd Rooney door een hartkwaal afgekeurd voor actieve militaire dienst, tot hij in 1944 alsnog werd aangenomen en naar Europa gestuurd. Voor de duur van 21 maanden werkte hij als radiopersoonlijkheid op het American Forces Network. Deze onderbreking van zijn acteerwerk brak hem na afloop van de oorlog enige tijd op: zijn carrière zat tijdelijk in een dipje. Hij verscheen in een aantal films waaronder Words and Music (1948). Dat was voor hem de laatste keer dat hij met Garland samenwerkte in een film (later deed hij een gastoptreden in haar variétéserie begin jaren 60).

### Eigen serie
In de jaren 50 kreeg Rooney op NBC een eigen televisieprogramma, The Mickey Rooney Show, ook wel bekend als Hey Mulligan. De serie telde in totaal 39 afleveringen (1954-1955). De show was van korte duur, daar hij niet op kon tegen het succes van The Jackie Gleason Show, die op een andere zender geprogrammeerd was rond hetzelfde tijdstip als  The Mickey Rooney Show.

### Mickey Rooney acteur, regisseur
In 1960 regisseerde en acteerde Rooney in een ambitieuze komedie The private Lives of Adam and Eve, dat meerdere flashbacks en cameo's kende. In dit jaar hervond Rooney tevens zijn oude passie voor het theater. Hij aanvaardde overigens nog wel filmrollen, zij het dan in beter aangeschreven films, zoals The Black Stallion (1979).

### Ondernemer
In de jaren 1940 richtte Rooney zijn eigen productiehuis op, maar dat werd een financiële ramp, en hij moest het faillissement aanvragen. Om zijn schulden af te lossen was hij verplicht een aantal rollen van lage kwaliteit te spelen. In de jaren 1950 hervond hij zichzelf echter in volwassen karakterrollen. Rooney bleef werkzaam in zowel film als theater, en in optredens in verscheidene clubs. Hij debuteerde op Broadway in 1979.

### Eigen acteerschool
Op 31 december 1961 richtte Rooney een eigen acteerschool op, de Mickey Rooney School of Entertainment, waar hij hoopte jonge artiesten te kunnen opleiden tot goede kunstenaars.

### Rooney de komiek
In januari 2005 werd er tijdens een pauze in de Super Bowl XXXIX een reclamefilmpje gedraaid waar Rooney aan mee gewerkt had, met de titel indecent, waarin de achterkant van een naakte Rooney kort te zien is, als persiflage op de ontblote borst van Janet Jackson die bij een eerdere Super Bowl in heel Amerika een rel veroorzaakte.

### Tot op hoge leeftijd actief

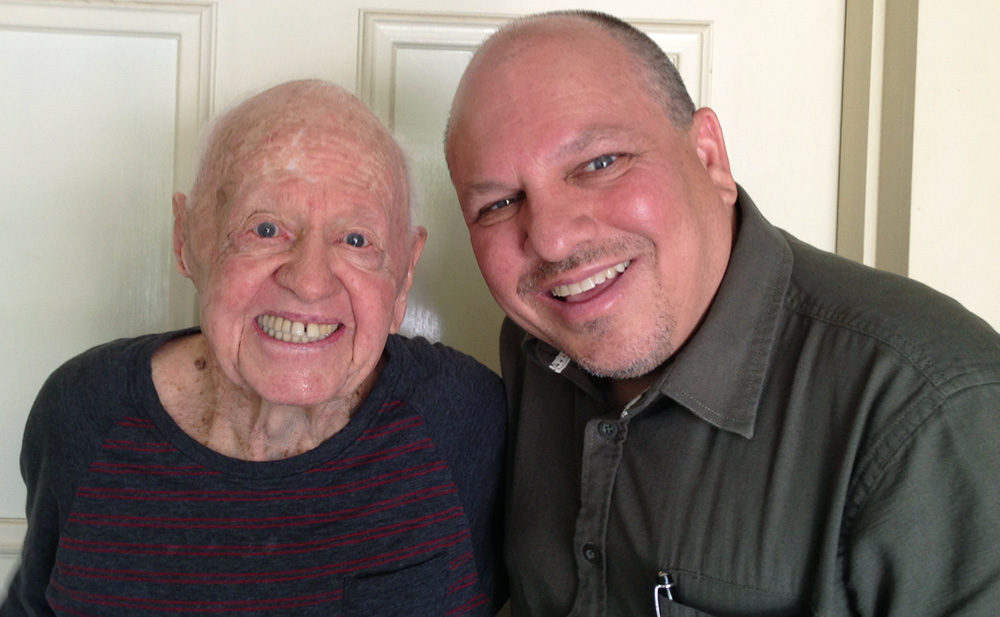
Rooney (links) in 2013

Tot op hoge leeftijd werkte Rooney nog in films en toerde hij door de Verenigde Staten met zijn vrouw Jan Chamberlin in een multimedia-Life-productie Let's Put On a Show. Naar eigen zeggen had hij op zijn leeftijd nog altijd veel plezier in zijn carrière. Talloze keren verklaarde hij in interviews: "I've loved it, I've loved every minute of it!". Rooney woonde met zijn vrouw in de Conejo Valley in Zuid-Californië.

### Stemacteur
Rooney sprak drie kersttekenfilms in, waar hij steeds de rol van de Kerstman vertolkt.
- Santa Claus Is Comin' to Town (1970)
- The Year Without a Santa Claus (1974)
- Rudolph and Frosty's Christmas in July (1979)

In 1981 vertolkte hij in The Fox and the Hound de stem van volwassen Todd. In 1985 vertolkte hij Mr Cherrywood in de animatiefilm The Care Bears Movie. Hij vertolkte zichzelf in The Simpsons in de aflevering Radioactive Man (1995), en deed in 1998 de stem van Fugly Floom in Babe: Pig in the City.

### Privé
Rooney is acht keer getrouwd geweest. Hij had negen kinderen en een stiefzoon. Naast zijn tien kinderen had hij tevens negentien kleinkinderen en talloze achterkleinkinderen.
- Ava Gardner (1942-1943)
- Betty Jane Phillips/Rase/Baker (1944-1949)
  - Mickey Rooney jr. (1945-2022)
  - Tim Rooney (1947-2006)
- Martha Vickers (1949-1951)
  - Theodore Michael Rooney (1950-2016)
- Elaine Davis/Devry/Mahnken (1952-1958)
- Barbara Ann Thomason (artiestennaam Carolyn Mitchell) (1958-1966) (vermoord)
  - Kelly Ann Rooney (1959)
  - Kerry Rooney (1960)
  - Michael Joseph Rooney (1962)
  - Kimmy Sue Rooney (1963)
- Marge Lane (1967-1967) gescheiden na 100 dagen
- Carolyn Hockett (1969-1974)
  - Jimmy Rooney (1966, geadopteerde zoon uit eerder huwelijk van Hockett)
  - Jonelle Rooney (1970)
- Janice Chamberlain (1978-2014)

### Overlijden
Rooney overleed op 6 april 2014 op 93-jarige leeftijd in zijn huis in Los Angeles. Hij werd op 20 april 2014 begraven op Hollywood Forever Cemetery. De bejaarde acteur had zijn 8e ex-vrouw Janice Chamberlain, haar zoon Chris Aber en acht van zijn negen kinderen op het laatste moment uit zijn testament geschrapt.

## Prijzen en onderscheidingen
Rooney had meer dan 200 films op zijn conto. Hij won onder andere:
- Honorary Oscar for Lifetime Achievement
- een speciale Juveniele Oscar die hij deelde met Deanna Durbin in 1939
- een Emmy Award
- twee Golden Globes